# Dargay Lajos
 Dargay Lajos (Pélmonostor, 1942. szeptember 8. – Kalocsa, 2018. december 20.) magyar szobrász.
A magyarországi kinetikus–kibernetikus művészet megalapozója. Műveit szakmai-műszaki alaposság, pontos kivitelezés jellemzi. A mozgásra, fényre, tiszta konstrukcióra épülő kompozícióinak legfontosabb jellemzője a megszerkesztett rend és a művek virtuális terének kiterjesztése.
Szobrászati tevékenysége mellett grafikai műveket is alkotott.

## Művészi hitvallása
„A művész fogalmakra redukál, vagy fogalmakat alkot és formát teremt hozzá.

A nem művész kölcsönöz fogalmakat és a természetet másolja hozzá.

Az elméleti fizika, a matematika, az absztrakt természettudomány eszméi, amelyek fontosak.

Úgy hiszem, a jövő művészete tudományos meggyőződésünk formává válása lesz.”

– Dargay Lajos

## Élete
A Magyar Iparművészeti Főiskolán félbehagyott tanulmányok után 1972-ben az egri Tanárképző Főiskolán szerzett rajztanári diplomát. 1960-ban Sárospatakon érettségizett. 1962 és 1967 között Vilt Tibor és Schaár Erzsébet tanítványa volt. 1967-ben Párizsba utazott, Schöffer Miklós előadásait hallgatta az École des Beaux-Arts-on, majd annak műtermében a mester tanítványaként, később munkatársaként dolgozott. Az 1970-es évek első felében (1970–1972) a dél-franciaországi Les Arcs sur / Argens-ban, a Dallos Fondation szobrászhallgatóit korrigálta. 1974-ben megalapította az MTESZ (Műszaki Természettudományos Egyesületek Szövetsége) Iparesztétika Szakosztályát, melynek Párizsba történő visszautazásáig elnöke. A művészeti szervezetek elutasítása miatt ebbe a szervezetbe tömörültek a konstruktivista, kinetikus művészek képviselői. 1977-ben ösztöndíjasként Párizsban tevékenykedett.
Hazatérve 1975–1983 között az egri Dobó István és Gárdonyi Géza Gimnázium rajz-művészettörténet tanára. Ebben az időszakban tervezte meg az ország első köztéri kibernetikus fénytornyát, mely a maga idejében rendkívüli technikai és művészi értéket hordozó alkotás volt. Az egri Kibernetikus fénytorony átadására 1978-ban került sor.
Személyesen vett részt a kalocsai Schöffer Múzeum (1980) alapításában, melynek 1983-tól három évtizedig igazgatója.
1985-ben a Kalocsai Érseki Gazdasági Levéltár kallódó iratanyagának rendszerezését – a Városi Tanács kezelésében – vezette, és a Városi Képzőművészeti Gyűjtemény Képtárához csatolta. Egy év alatt befejeződött az iratanyag fondokba rendezése.
1985-től kétévente nemzetközi, Schöffer-szemináriumokat szervezett, többek között: Képzőművészet, kortárs zene és balett nemzetközi szemináriuma, számítógépes notáció balett témakörben (1987).

## Művészeti szervezeti tagság
- MAOE - Magyar Alkotóművészek Országos Egyesülete
- Magyar Képző és Iparművészek Szövetsége
- Magyar Szobrász Társaság
- AIAP – Assotiation International des Arts Plastiques

## Díjak, elismerések
- Pollock-Krasner Foundation Ösztöndíj[4] (New York, 1991; New York, 2000)
- Heves Megyei Prima Díj (Eger, 2012)
- Bács-Kiskun Megye Művészetéért Díj, 1992

## Önálló kiállításai
- 1975 Kossuth Lajos Tudományegyetem, Debrecen
- 1978 UNESCO Palota, Párizs Archiválva 2016. augusztus 29-i dátummal a Wayback Machine-ben
- 1982 Gárdonyi Géza Színház, Eger
- 1985 Művelődési Központ, Kaposvár
- 1984 Kölcsey Művelődési Központ, Debrecen
- 1986 Józsefvárosi Galéria, Budapest; Heves megyei Művelődési Központ, Eger; Tóparti Galéria, Boglárlelle
- 1989 Kecskeméti Képtár, Kecskemét
- 1990 Rathaus, Kircheim Teck Stuttgart Archiválva 2019. június 9-i dátummal a Wayback Machine-ben
- 1998 Ernst Múzeum, Budapest (Műcsarnok) Archiválva 2016. január 23-i dátummal a Wayback Machine-ben
- 2011 Dobó István Vármúzeum, Dobó-bástya, Eger Archiválva 2016. augusztus 29-i dátummal a Wayback Machine-ben
- 2017 Hermina Galéria, Budapest

## Csoportos kiállítások
- 1973 9. Mostra Internazionale di Scultura all' APERTO, Milánó
- 1974 10. Mostra Internazionale di Scultura all' APERTO, Milánó
- 1985 Disegno, publicazioni, grafiche, libri, poligrafie, exposition, cartoline illustrate, ittatue, pitture, architecture, designo 1976–1985, Centro Documentazione Edizioni Artein, Róma
- 1989 Téli Tárlat '89, Műcsarnok, Budapest
- 1995 Hungaria 24 képzőművészeti csoport kiállítása, No 1; Kossuth Lajos Tudományegyetem, Debrecen; Fény és szín, Xántus János Múzeum, Győr
- 2000 Intuíció, innováció, invenció. Nagy magyar tudósok és művészek. Műcsarnok, Budapest[5]
- 2008 Magyar Kinetikusok[6]
- 2008 Pécsi Galéria, Pécs
- 2010 L'ARTE FUTURISMO IERI POSTGEOMETRISMO OGGI, Palazzo Falconieri, Róma
- 2010 Magyar Geometrikus Művészet, Belvárosi Galéria, Debrecen
- 2010 Magyar Geometrikus Művészet, Xántus János Múzeum, Győr
- 2010 Modern Magyar Művészet és Ipari Kultúra Nemzetközi Kontextusban, Bánki Donát Galéria, Budapest
- 2010 Magyar Geometrikus Művészet, Művelődési Központ, Debrecen
- 2010 Magyar Festészet Napja, Xántus János Múzeum, Győr
- 2012 Fény Szín Mozgás, Laczkó Dezső Múzeum, Veszprém
- 2013 Négy Elem - Víz alatti tárlat, Művészet Malom, Szentendre
- 2014 Magyar Geometrikus Művészet - állandó kiállítás, Nemzetközi Modern Múzeum, Hajdúszoboszló
- 2015 Több Fény! Bálna Budapest, Budapest
- 2015 Szín Forma Tér, Zsolnay Kulturális Negyed - Pécsi Galéria, Pécs
- 2015 Fény Nemzetközi Kiállítás, Kepes György Nemzetközi Művészeti Központ, Eger

## Művei közgyűjteményekben
- Collections des Beaux-Arts, Escadeuvre
- Kecskeméti Képtár, Kecskemét
- Museo d'Arte Moderna Fondazione Pagani, Milánó
- Dobó István Vármúzeum, Eger

## Galéria

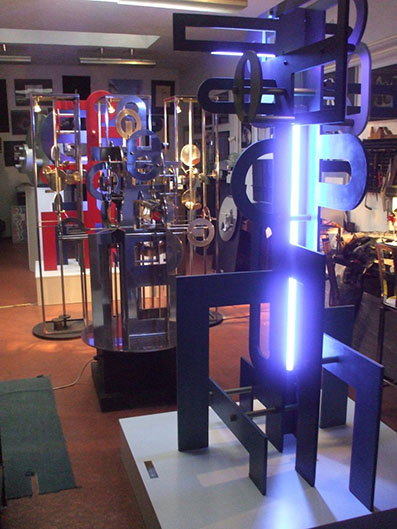
Műteremrészlet
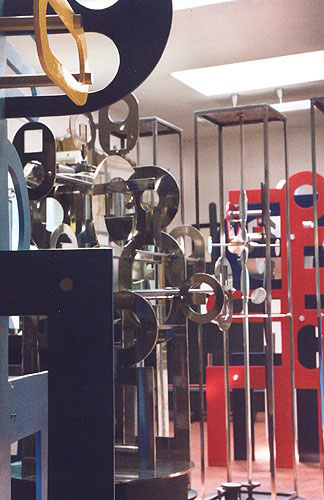
Műteremrészlet
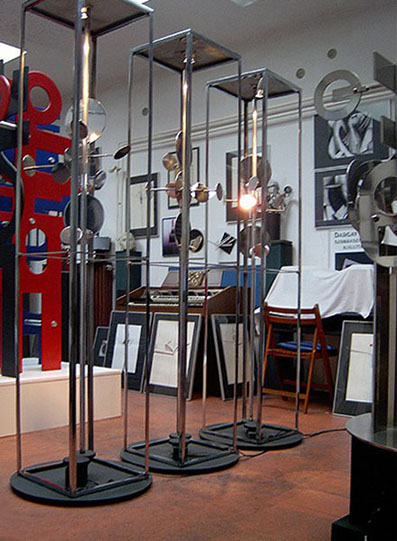
Fénymodulátor 1972
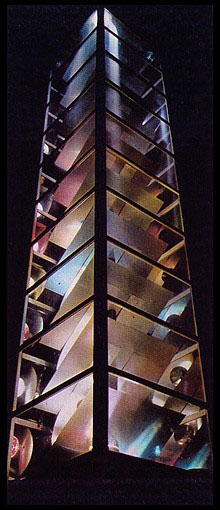
Fénytorony 1978- kibernetikus szobor
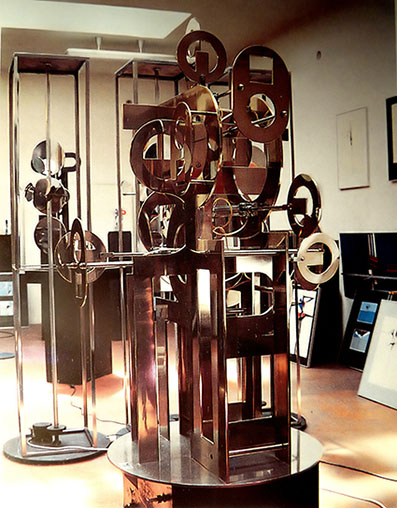
Pneu II 1980-1982 - kibernetikus szobor
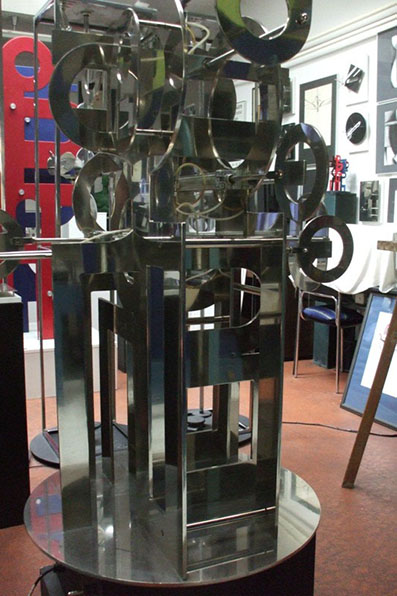
Pneu II 1980-1982 - kibernetikus szobor
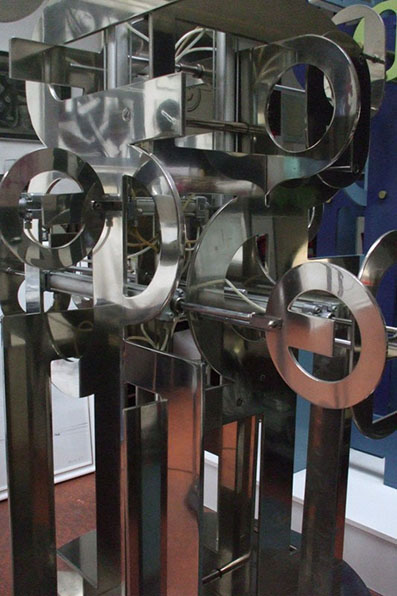
Pneu II 1980-1982 - kibernetikus szobor
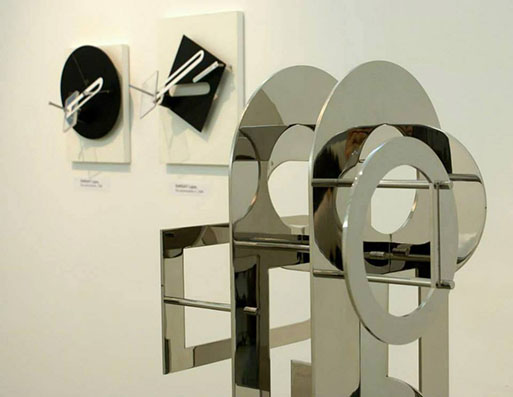
Pécsi Galéria 2008 - kiállításrészlet
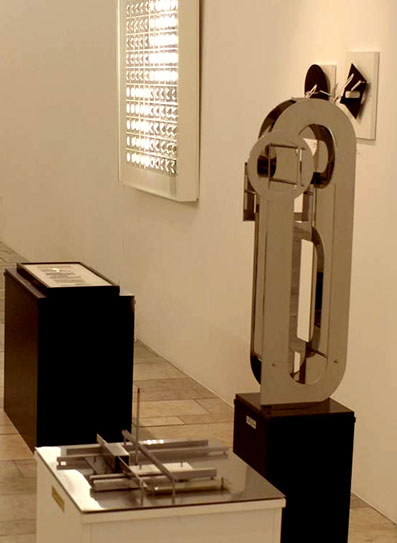
Pécsi Galéria 2008 - kiállításrészlet
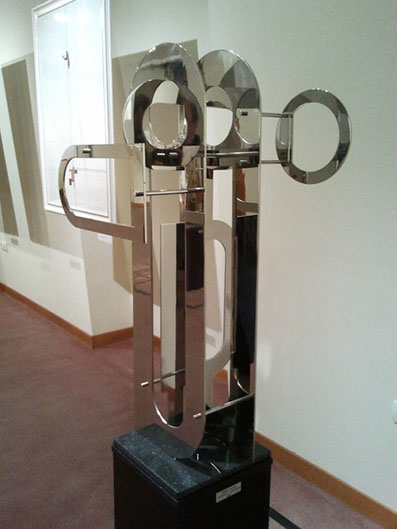
Dobó István Vármúzeum, Eger 2011 - kiállításrészlet
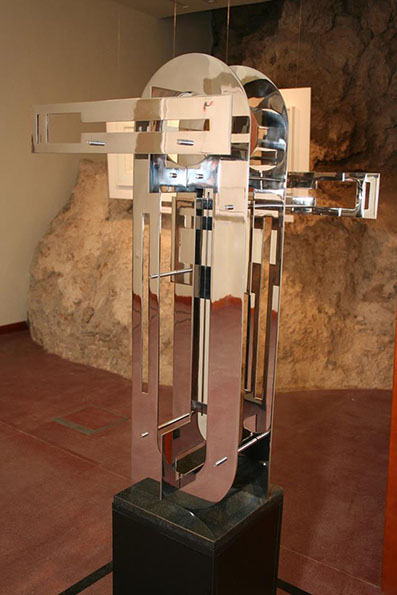
Spatium et speculum II
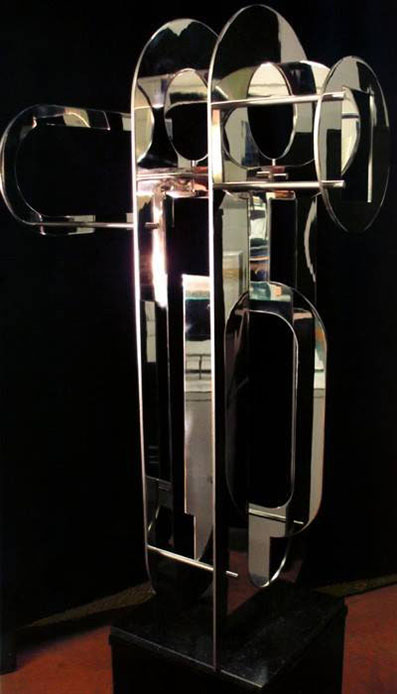
Spatium et speculum I
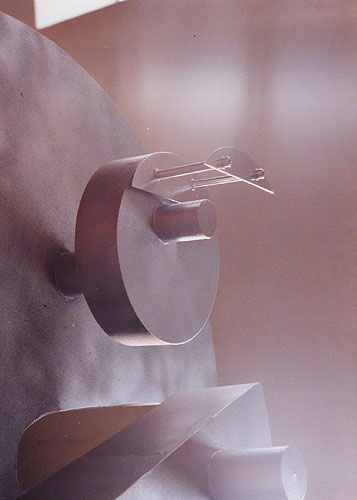
Telihold - részlet 1992
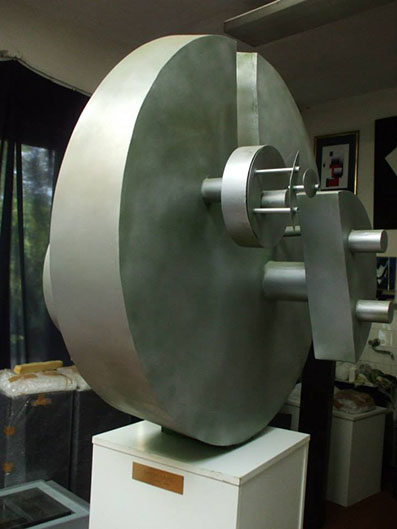
Telihold 1992
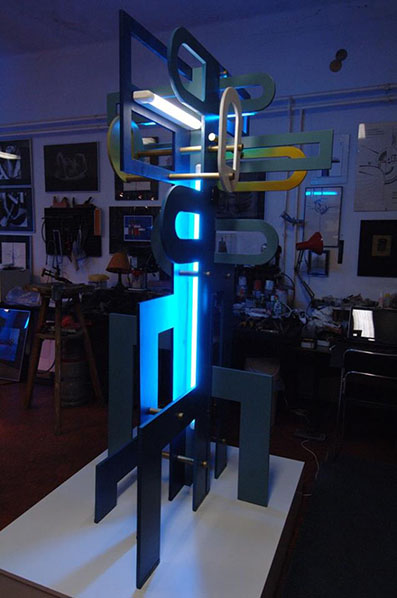
Tourneon - kibernetikus szobor
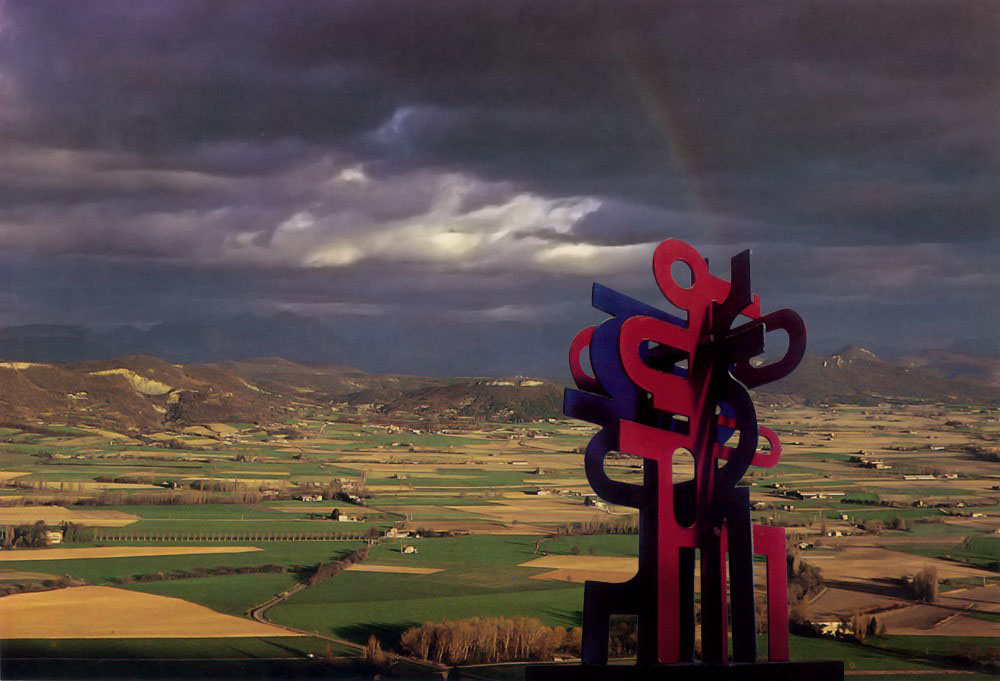
Memorial Petrarca
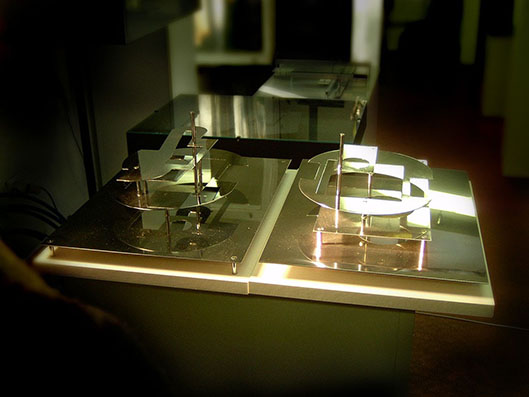
Időreliefek
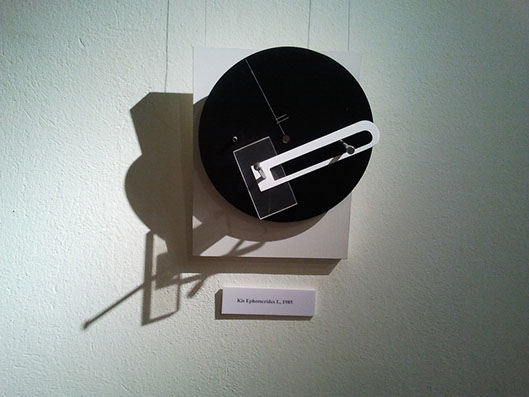
Ephemerides I
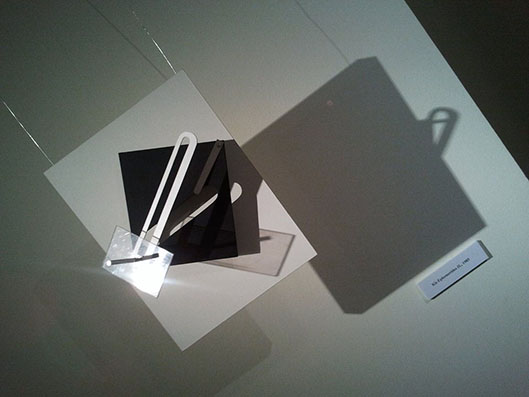
Ephemerides II
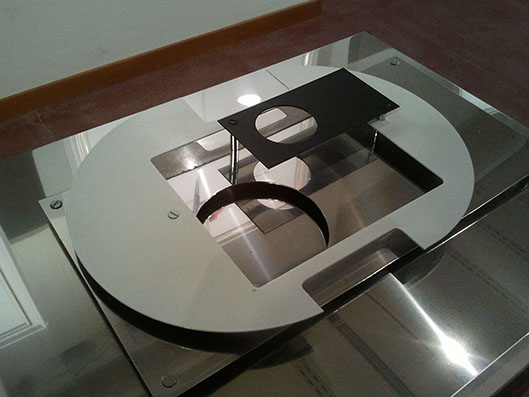
Időrelief I
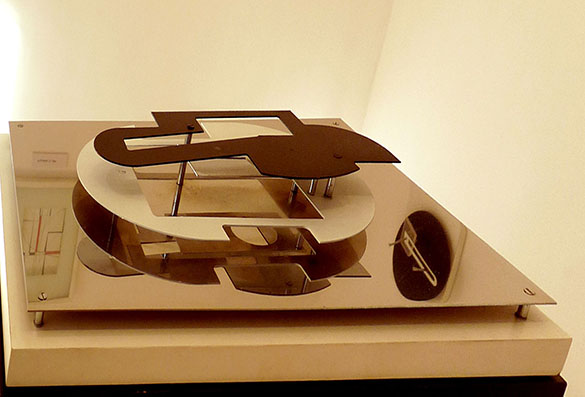
Időrelief II
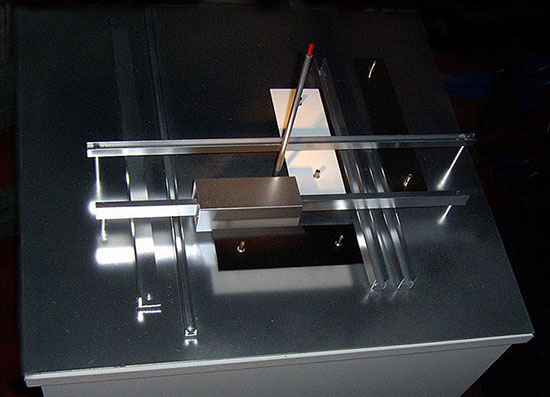
Calocagathia
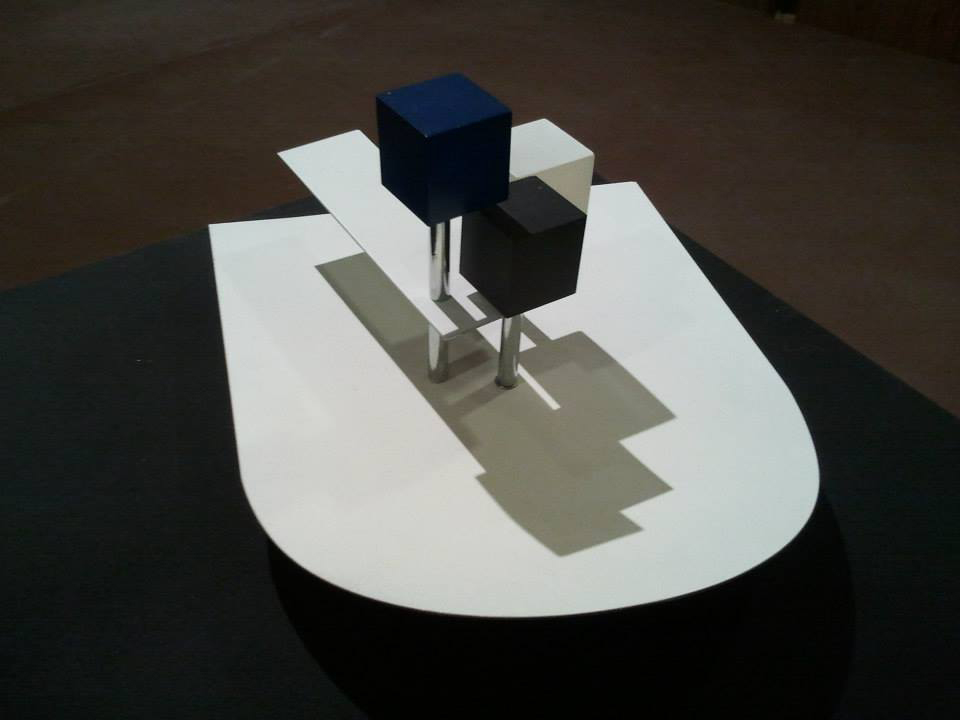
Építészet
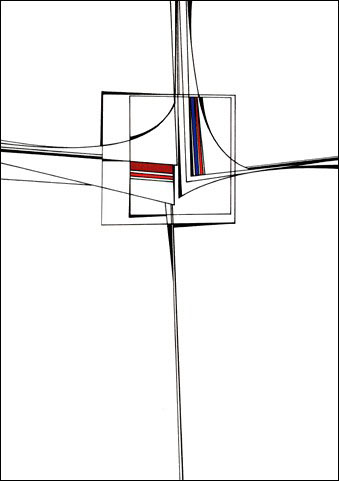
Rajz 1979
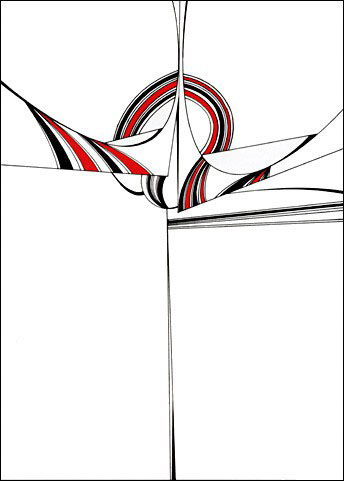
Emelkedés 1979
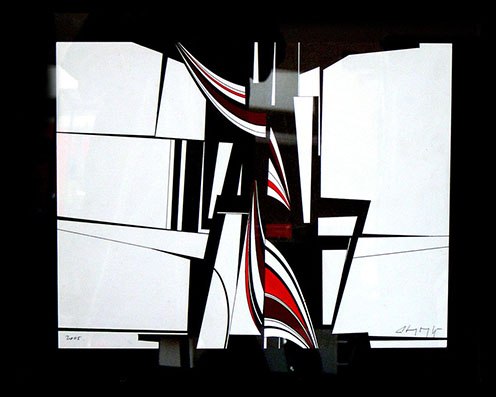
Építészet I
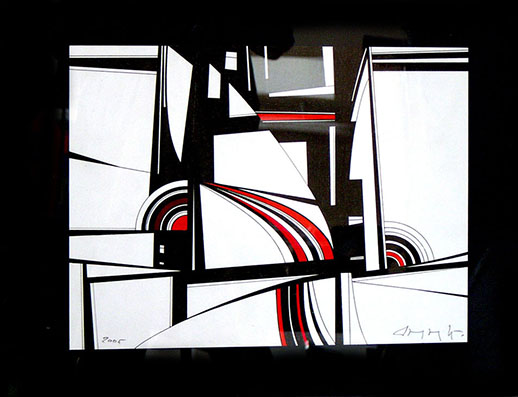
Építészet II
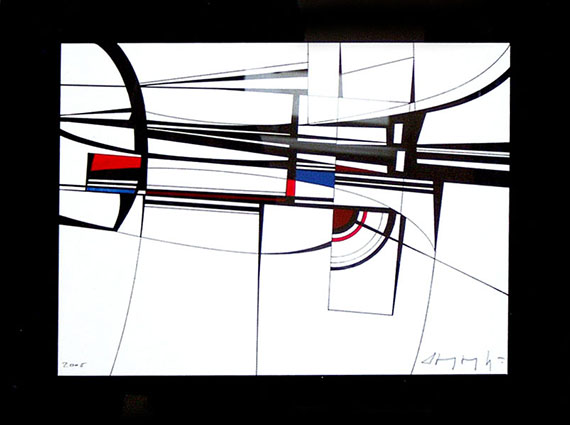
Építészet III
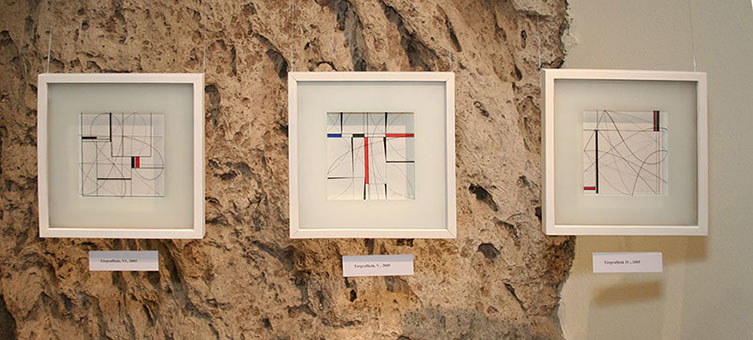
Térgrafikák
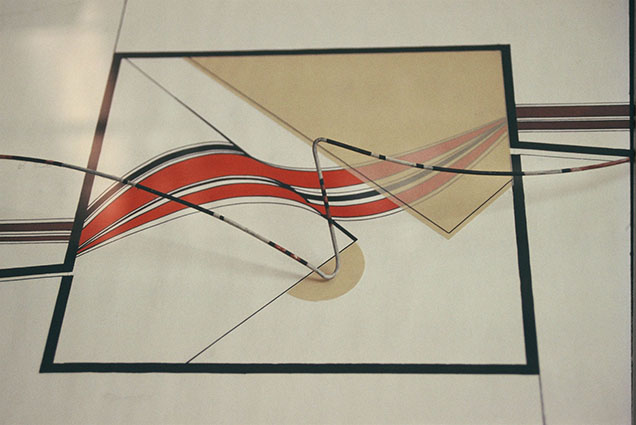
Térgrafika
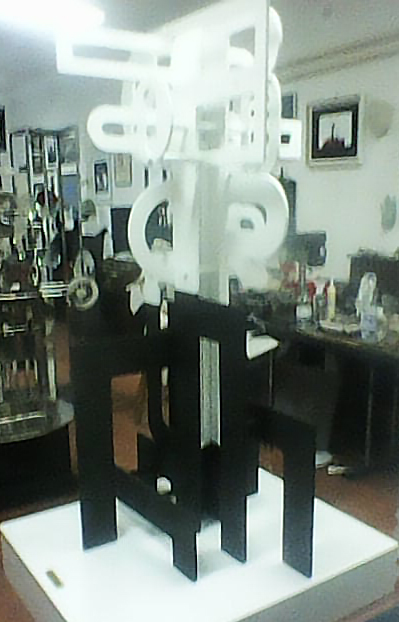
Tourneon 2018
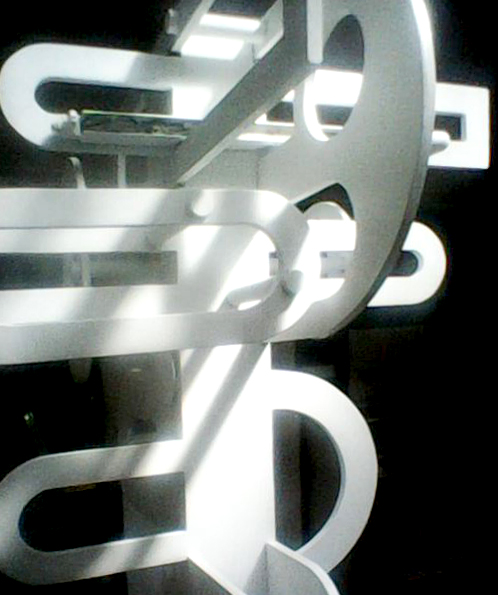
Tourneon 2018 (részlet)